# Outlast (videohra)
Outlast je hororová hra vyvinutá a vydaná studiem Red Barrels. Soustřeďuje se na snahu uniknout z dané lokality, současně rozkrývat tajemství onoho místa a shromažďovat důkazní materiály. Ústřední postavou je investigativní novinář, který se rozhodne udělat reportáž o znovuotevřené psychiatrické léčebně zvané Mount Massive Asylum, která se nachází kdesi v odlehlých horách v Lake County, Coloradu, USA.
Outlast byl vydán 4. září 2013 na Microsoft Windows. Během několika měsíců následovaly verze pro PlayStation, Xbox One, OS X a Linux. Do října 2016 se prodaly více než 4 miliony kopií.

## Postavy
Miles Upshur
Ústřední postava hry. Je to investigativní novinář, který rád riskuje jako nikdo. Jednoho dne dostane e-mail informující o podivnostech v psychiatrické léčebně Mount Massive, které by měly být odhaleny světu.
Walrider
Duch, který existuje a žije díky svému hostiteli. Tím je devatenáctiletý William „Billy“ Hope, který byl jako jeden z mnoha pacientů podroben experimentu s názvem „morfogenický motor“, běžícím pod záštitou „Projektu Walrider“, prováděným korporací Murkoff. Je založený na stvoření z nočních můr německého folklóru, tzv. Alpovi. Slovo Walrider je mimo jiné složeninou slov „wal“ (ze střední angličtiny, v tomto případě ve významu smrt) a „rider“ (jezdec) – nese tedy význam „Smrtijezdec“.
Chris Walker
Chris L. Walker je 207 centimetrů vysoký pacient ústavu. Je to první nepřítel, který bude Milese pronásledovat až do konce hry.
Martin Archimbaud
Martin Archimbaud je pacient ústavu Mount Massive. Všichni jej znají spíše jako „Otce“ Martina (kněze), neboť založil nové náboženství (evangelium písku) uctívající Walridera. Třebaže částečně vystupuje jako sekundární antagonista, je současně i nepřímým spojencem ústředního charakteru.
Richard Trager
Kvartární antagonista hry. Bývalý zaměstnanec korporace Murkoff, nyní jen další pacient ústavu Mount Massive. Je známý skrze své svérázné „operace“, jež provádí na ostatních pacientech, které polapí. Je mimo jiné nepřítelem Otce Martina.
The Twins
Dvojčata jsou sekundárními antagonisty a jedny z nejnebezpečnějších osob ve hře. Útočí výhradně ve dvojici, přičemž jsou známá svými lstmi, kdy jeden z mužů jde jiným směrem, než ten druhý, čímž dají novináři pocit, že může klidně projít, ale jejich cesty se opět setkávají s hledaným objektem uprostřed.

## Děj
Miles Upshur ve svém Jeepu Wrangler přijíždí k ústavu. Dostane se do budovy a začne zjišťovat, co se tu děje. Při průchodu knihovnou narazí na člena Taktického útvaru Murkoffu (Murkoff's Tactical Division), který byl se svou skupinou poslán do ústavu, aby vyvstalou situaci zvládli, nabodnutého na železnou tyč. Voják na Milese z posledních sil promluví a varuje ho. Doporučí mu, aby se dostal do místnosti ochranky, odemkl hlavní bránu a okamžitě opustil tento velmi nebezpečný ústav. Miles se otočí a jde dál. Cesta dále je však zablokovaná a tak se novinář musí protáhnout úzkou škvírou mezi regály. Při průchodu ho nicméně popadne bizarní kreatura, 207 centimetrů vysoký chovanec ústavu, Chris Walker, a prohodí jej oknem do vestibulu budovy. Miles omdlí a po probrání se nad ním objeví otec Martin, který ho považuje za jakéhosi apoštola. Miles opět omdlí a po opětovném probuzení už u něj otec není.
Miles od mrtvého člena ochranky získá kartu, s její pomocí se dostane do „Security Room“ a pokusí se odemknout hlavní bránu ústavu. Bylo by se mu to podařilo, nebyl-li by otec Martin ze sklepa přerušil přívod elektřiny, kterou musí Miles opět nahodit ve sklepní části u generátoru. Do místnosti záhy vtrhne Chris a Miles vyvázne jenom díky tomu, že ho zahlédl oknem místnosti a včas se stihl schovat do skříňky.
Celkem bez problémů se dostane do sklepení ke generátoru, spustí ho a poběží zpět do „Security Room“. Než ale stihne otevřít hlavní bránu, přepadne ho otec Martin. Ten do novináře bodne injekci s neznámou látkou. Než látka zapůsobí, ukáže Milesovi monitor, na kterém je vidět, jak neznámá entita – duch zvaný Walrider – zlikviduje v určitém laboratorním lobby celý tým MTD. Látka následně zapůsobí a Miles usne.
Probere se v cele s polstrovanými stěnami. Zvenku ke dveřím přiběhne chovanec ústavu a otevře je. Miles se tak dostane ven a na chodbě za mřížemi stojí tzv. „Twins“ (Dvojčata) a rozhodují se, jaká část Milesova těla připadne jakému z nich. Miles se otočí od mříží a začne hledat cestu ven. Tu najde v jedné cele s probouranou stěnou. Proleze a dostane se na druhou stranu mříží, u kterých stála dvojčata. Tentokrát tu ale nejsou. Miles pokračuje chodbou dále a najde nápis „Následujte krev“. Rozhodne se nápis poslechnout. Krvavá stopa ho dovede do sprch. Tam Milese obklíčí dvojčata a povede se mu vylezením z okna a přeručkováním k jinému oknu tak tak utéct. Když najde cestu ven ze sprch, objeví se Walker. Miles začne utíkat pryč, ale vedle něj vybouchne přechodová komora a Milese to odhodí pryč. Shodí ho to do další místnosti s celami a jediná cesta ven vede do kanalizace.
Když se dostane pryč z kanalizace, vnikne do „nemocnice“. Tam ho opět začnou nahánět zdivočelí chovanci ústavu. Během urputné honičky ho osloví neznámý hlas, ponoukaje ho, aby vlezl do výtahové šachty, což na poslední chvíli stihne. Výtah ho vzápětí vyveze k další kreatuře, ďábelskému doktoru Tragerovi, který Milese praští do hlavy a připoutá na invalidní vozík. Trager odveze Milese do své „ordinace“ (vznešený výraz pro záchody), vytáhne z mušle velké nůžky a ustřihne Milesovi ukazovák na pravé ruce a prsteník na levé. Když doktor odejde, Milesovi se podaří utrhnout se z vozíku a uteče následován Tragerem. Miles se dostane do výtahu a jede směrem do nižších pater. O patro pod ním na něj ale čeká Trager, který následně do výtahu vnikne a začne se s ním přetlačovat. Miles Tragera skoro vytlačí a doktor tak zůstane horní polovinou těla ve výtahu a dolní polovinou na chodbě. Jak výtah pokračuje dolů, skřípne Tragera v pase, čímž ho brutálně usmrtí. Výtah se zasekne a Miles musí hledat jinou cestu ven.
Když tak činí, uvidí na konci dlouhé chodby za poloprosklenými dveřmi otce Martina, který je mu řekne, že se setkají venku. Že už jsou blízko… Při navigování areálem kafeterie nalezne Miles muže, který zapálil. Opět natrefí na obtížného Walkera, stihne však zapnout dva přívody vody, dostane se k tlačítku, které ovládá požární ochranu, uhasí tak požár a může jít do venkovních prostor ústavu.
Při hledání otce Martina se dostane do jakéhosi skladu a proti němu se vrhne Walrider, který záhy zmizí. Miles najde otce Martina až v ženském bloku ústavu. Otec Milesovi oznámí, že už je blízko tomu, aby pochopil, co se tu děje, a že brzo přijde odhalení… S těmito slovy se otočí a odejde pryč.
Miles pokračuje v cestě za otcem Martinem. Propadne se pod ním ale podlaha. Miles se na poslední chvíli zachrání, ale kamera spadne do dolních pater budovy. Miles, který je bez kamerového nočního vidění ztracený, se rozhodne kameru najít. To se mu po chvilce podaří, zase ale bude muset hledat cestu nahoru.
Miles se dostane do kaple. U vchodu stojí dvojčata, která Milese bez problému pustí dál. V kapli najde ukřižovaného otce Martina, který mu řekne, že z tohoto ústavu se může dostat pouze Miles, aby do světa rozšířil víru ve Walridera. Poté pacient ústavu na příkaz otce Martina kříž zapálí a otec pomalu uhoří. Miles následně opustí kapli a nastoupí do výtahu. Výtah se ale konečně nezastaví v přízemí, nýbrž se následně rozjede až do podzemních laboratoří.
Když jimi Miles bloudí, zatarasí mu cestu Walrider. Miles se otočí a začne před hostilním duchem utíkat. Otevře dveře, za kterými stojí Walker, který ho odhodí za sebe. Než stačí Milese finálně usmrtit, přiletí Walrider, začne s Walkerem házet o stěny a nakonec ho prohodí klimatizací, čímž ho usmrtí.
V laboratoři pak Miles potká starého doktora Wernicka. Ten prozradí celou podstatu Walridera. To, že žije v těle Billyho, bývalého chovance ústavu. Billy je součástí Wernickova stroje (morfogenického stroje), ve kterém je připojen na hadičky. Jediný způsob, jak zastavit Walridera, je přerušit přívod elektřiny ke stroji. Walrider se tomu bude snažit zabránit, a tak, když Miles začne odpojovat Billyho, shodí ho z vysoké platformy. Miles přežije, ale začne lehce kulhat. Nakonec se mu Billyho podaří odpojit. Walrider, který přišel o hostitele, z posledních sil Milese uchopí, začne s ním házet přes celou místnost. Nakonec vnikne do Milesova těla. Miles, po pádech kulhající na jednu nohu, se vyčerpaný a zmožený snaží dostat k východu z laboratoře a ven z ústavu. Do laboratoří nicméně byly mezitím vnikly posily MTD, které za účasti doktora Wernicka Milese zastřelí. Tímto je iniciován Walrider, který dotyčné útočníky na svého hostitele vybije, o čemž svědčí jejich hrůzné výkřiky. 

### Whistleblower
Děj Whistlebloweru začíná v laboratořích, kde za nějakou dobu proběhne konec základní hry.
Systémový inženýr Murkoffu Waylon Park píše e-mail novináři Milesu Upshurovi (hlavní postavě základní hry). Poté je poslán k Wernickovu stroji, aby zde udělal nějakou práci. Ke stroji doktoři táhnou i pacienta Eddieho Gluskina. Ten se vyrve ze sevření sekuriťáků a přiběhne ke sklu, za kterým sedí Waylon, a prosí ho o pomoc. Waylon se vyděsí, ale musí pokračovat v práci. Když práci dokončí, je vědcem poslán pryč. Waylon se vrací do serverovny, kde na něj ale čeká úředník Jeremy Blaire. Blaire odhalí, že Waylon psal Milesovi o zrůdnostech, které se v ústavu dějí. Ochranka Waylona zmlátí a pošle nahoru do ústavu mezi ostatní pacienty.
Waylon se probere v malé, průhledné cele a musí sledovat mozek vymývající video. Ve stejnou dobu pacienta ve vedlejší cele roztrhá Walrider.
Waylon prochází ústavem a při cestě jídelnou potká kanibala, jistého Franka Antonia Maneru, který tam právě rozřezává mrtvolu na kusy. O něco později začne Frank Waylona nahánět. Dožene ho, popadne a nacpe do pece. Waylon se ale dokáže dostat ven, když probourá narušenou cihlovou stěnu pece. Frank ho nicméně nenechá být a honička pokračuje. Když už to vypadá, že Waylon dokázal utéct, Frank se objeví opodál a jede se znovu.
Franka se zbaví útěkem do venkovních prostor vězeňského bloku. Musí navigovat skrze hřiště. Nakonec vstoupí do budovy a najde rádio. Když si chce zavolat pomoc, přijde Blaire, zmlátí Waylona obuškem a rozbije rádio. Než by stačil usmrtit samotného Waylona, je zalarmován blížícím se chrastěním řetězů a uteče, nechaje Waylona trpkému konci. Ten zvuk vydával notorický Chris Walker. Waylonovi se podaří Walkerovi utéct výskokem z okna. Objeví se u elektrického plotu, který je nutné vypnout k dalšímu postupu. Poblíž plotu se nachází zamčené dveře od budovy. Při nahlédnutí dovnitř je možné zahlédnout po chodbě procházet Gluskina. Ten se na pár vteřin zastaví a podívá směrem k těmto dveřím, pak ale jde dál. Zároveň je slyšet křik, lze tedy odhadnout, že Gluskin právě někoho „operoval“. Po vypnutí elektrického proudu ve sklepě začne Waylona nahánět neznámý muž, kterého poblíž vypínače proudu uvidí masturbovat nad mrtvolou. Zbaví se jej útěkem na maják, který se nachází za plotem. Následně se rozhodne skočit na střechu protější budovy. Jenže trám, kterého se chytne, praskne a Waylon se propadne střechou do úplně jiných prostor, známých jako „odborný blok“. Dostane se ale k Dennisovi, který ho chce odvést k „ženichovi“. Dennisovi se podaří zahnat Waylona až ke Gluskinovi. Gluskin si z Waylona chce udělat svoji nevěstu. Waylon začne utíkat, ale spadne do výtahové šachty a poraní si nohu. Nevzdává se a utíká dále. Ví, že Gluskin je rychlejší a tak se schová do skříňky. Gluskin si toho ale všimne, skříňku i s Waylonem odtáhne a pustí do ní omamnou látku.
Waylon se probere přivázaný na stole s cirkulárkou, která je namířená na jeho rozkrok. Přichází k němu Gluskin a říká mu, že z něj bude pěkná nevěsta a budou mít spoustu dětí. V tu chvíli ale přiběhne další pacient ústavu a Gluskina napadne. Waylon se chopí příležitosti a uteče. Gluskin neváhá a začne Waylona pronásledovat. Dožene ho v místnosti, ve které jsou u stropu desítky mrtvých těl. Popadne Waylona, přiváže ho a vytáhne nahoru. Stropní konstrukce to už nevydrží, praskne a železná tyč propíchne Gluskina. Ten, neschopen pohybu, vykrvácí.
Waylon se snaží dostat pryč. Cestou prochází okolo okna, ze kterého je výhled na hořící kapli (požár se rozšířil při upalování otce Martina v základní hře). Dále pak jde okolo mříží, za kterými příslušníci MTD komentují mrtvé tělo doktora Tragera, usmrceného výtahem při pronásledování novináře Milese v základní hře. Když se konečně dostane k hlavnímu vchodu, nalézá tam vážně zraněného Blairea. Ten se silou vůle vzchopí a bodne Waylonovi nůž do břicha. Nicméně přiletí Walrider a popadlého Blairea ve vzduchu rozerve. Waylon se z posledních sil dostane ven a nastoupí do Milesova Jeepu. Naposledy vezme kameru, aby natočil posledních pár záznamů. Z hlavních dveří vychází Miles Upshur obklopený Walriderem…
O nějaký čas později sedí rehabilitovaný Waylon u počítače a za ponoukání tajemné siluety muže, s nímž se spojil, přemýšlí, jestli má veškeré nashromážděné materiály a důkazy odeslat, nebo ne. Nakonec stiskne Enter a soubory odešle do světa.